# Мустин (Рацебург)
Мустин (њем. Mustin) општина је у њемачкој савезној држави Шлезвиг-Холштајн. Једно је од 131 општинског средишта округа Херцогтум Лауенбург. Према процјени из 2010. у општини је живјело 719 становника. Посједује регионалну шифру (AGS) 1053093.

## Географски и демографски подаци
Мустин се налази у савезној држави Шлезвиг-Холштајн у округу Херцогтум Лауенбург. Општина се налази на надморској висини од 46 метара. Површина општине износи 11,9 km². У самом мјесту је, према процјени из 2010. године, живјело 719 становника. Просјечна густина становништва износи 61 становника/km².